# Mine de Claver
 (mars 2025).
Pour les articles homonymes, voir Claver.
La mine de Claver est une mine à ciel ouvert de nickel située à Claver aux Philippines.